# 4 Zapasowy Pułk Piechoty

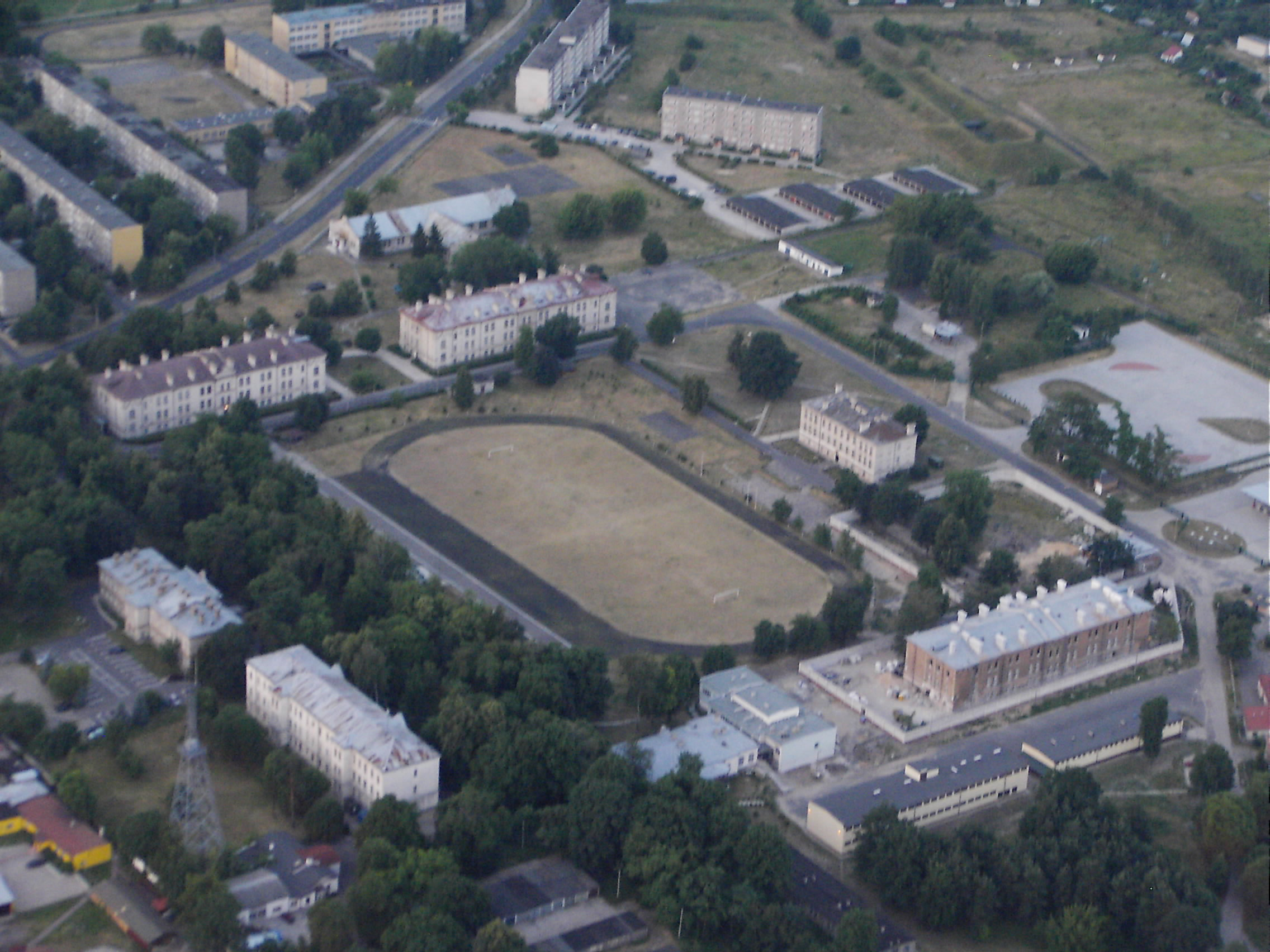
W tych koszarach w Białymstoku stacjonował pułk. Stan w 2012

4 zapasowy pułk piechoty – zapasowy oddział piechoty ludowego Wojska Polskiego.
Sformowany w 1944 w okolicach Sum celem uzupełniania 3 Dywizji Piechoty. Następnie dowództwo pułku przeniesiono do miejscowości Mała Czernetszyna, a 1 lipca 1944 do Korostyszewa. W sierpniu 1944 stacjonował w Białymstoku. Ostatnim miejscem postoju pułku był Gdańsk. Z końcem 1944 roku na ochotnika do służby w pułku stacjonującym w Białymstoku zgłosił się Romuald Rajs ps. Bury, podając się za Jerzego Górala. Z końcem grudnia 1944 powierzono mu funkcję dowódcy 2 plutonu 4. Kompanii Samodzielnego Batalionu Ochrony Lasów Państwowych. Po kilku miesiącach porzucił służbę.   
Jednostkę rozformowano rozkazem NDWP nr 0156/org. z 29 czerwca 1945, a na jej bazie utworzono 16 Dywizję Piechoty.

## Żołnierze pułku
- Henryk Antoszkiewicz
- Bolesław Andrychowski
- Zdzisław Czuczman
- Antoni Jasiński
- Kazimierz Lipiński (generał)
- Romuald Rajs